# Thảm họa Ibrox 1971
Thảm họa Ibrox 1971 là một vụ đám đông chen lấn xô đẩy gây chết người trong một trận thi đấu bóng đá tại sân vận động Ibrox, Glasgow, Scotland. Sự kiện diễn ra vào ngày 2 tháng 1 năm 1971 tại một cầu thang đi ra trong sân vận động. Đây là thảm họa bóng đá tệ hại nhất tại Scotland và chỉ thua thảm họa Hillsborough ở Anh trong Vương quốc Liên hiệp Anh và Bắc Ireland.
Chủ sở hữu của sân vận động là Rangers F.C., sau bị phán quyết là có lỗi trong một phán quyết của chánh án về một trong các trường hợp tử vong. Rangers không chống lại phán quyết này, và bị kiện bồi thường trong 60 vụ việc kiện khác do các thân nhân những người thiệt mạng đệ đơn.

## Bối cảnh
Thảm họa đầu tiên tại sân Ibrox diễn ra trong một trận đất quốc tế giữa hai đội tuyển Scotland và Anh. Mặt sau của Khán đài Tây bị sụp đổ do mưa lớn vào đêm hôm trước, khiến 25 người thiệt mạng và 517 người bị thương.
Năm 1963, lo lắng gia tăng về tính an toàn của cầu thang gần hành lang 13 (gọi thông tục là cầu thang 13), là lối ra gần nhất đến ga ngầm Copland Road. Ngày 16 tháng 12 năm 1961, hai người thiệt mạng trong một vụ xô đẩy trên cầu thang, và có hai sự kiện khác – vào năm 1967 và 1969 – khi có một số người bị thương. Rangers sau đó dành ra tổng cộng 150.000£ để nâng cấp Ibrox, đây là một số tiền rất đáng kể vào đương thời.

## Sự kiện
Thảm họa xảy ra vào thứ bảy, ngày 2 tháng 1 năm 1971, khi 66 người thiệt mạng trong một vụ chen lấn, khi các cổ động viên nỗ lực để rời sân vận động. Hai đội thi đấu là Rangers và Celtic, có hơn 80.000 khán giả theo dõi. Vào phút thứ 90, Celtic đã dẫn trước 1-0 và một số cổ động viên cho Rangers bắt đầu rời khỏi sân vận động. Tuy nhiên, trong những thời khắc cuối cùng của trận đấu, Colin Stein san bằng tỷ số cho Rangers.
Hàng nghìn khán giả rời khỏi sân vận động theo cầu thang 13, hình như là ai đó, có lẽ là một đứa trẻ được cõng trên vai cha, đã bị rơi, gây ra một phản ứng dây chuyền lớn người chồng lên người.
Tổn thất nhân mạng bao gồm nhiều trẻ em, năm trong số chúng là bạn học đến từ thị trấn Markinch tại Fife. Hầu hết các trường hợp tử vọng là do bị ép ngạt. Hơn 200 người hâm mộ bị thương.
Ban đầu có dự đoán rằng một số người hâm mộ rời khỏi sân vận động hơi sớm khi Celtic ghi bàn, song sau đó quay lại khi họ nghe thấy đám đông phấn khích khi Stein san bằng tỷ số, đụng phải những người hâm mộ rời khỏi sân khi trận đấu kết thúc. Cuộc điều tra chính thức về thảm họa chỉ ra rằng giả thuyết này không phải là sự thật, do toàn bộ khán giả đi theo cùng hướng khi xảy ra thảm họa. Trong tự truyện của mình, Alex Ferguson viết rằng em trai ông là Martin đi xem trận đấu này.

## Hậu quả
Thảm họa thúc đẩy chính phủ Anh Quốc nghiên cứu tính an toàn trong các sân thể thao. Vào tháng 2 năm 1971, thẩm phán John Wheatley được yêu cầu tiến hành một cuộc điều tra. Khám phá của ông được công bố vào tháng 5 năm 1972, tạo thành cơ sở cho Hướng dẫn an toàn tại các sân thể thao (hướng dẫn lục)]], được ban bố lần đầu vào năm 1973.
Thảm họa 1971 dẫn đến một cuộc xây dựng lại với quy mô đồ sộ sân Ibrox, xung kích là huấn luyện viên Willie Waddell, người thăm sân Westfalen của Borussia Dortmund để lấy cảm hứng. Sau ba năm xây dựng lại, ba phần tư sân được thay thế bằng các khán đài đều có ghế ngồi hiện đại – Ibrox chuyển thành một sân vận động có sức chứa 44.000 đến năm 1981. Công việc tiếp theo trong thập niên 1990 tăng sức chứa cua sân lên 50.000, và Ibrox sau đó được tặng tình trạng năm sao của UEFA, nay xếp hạng 4.

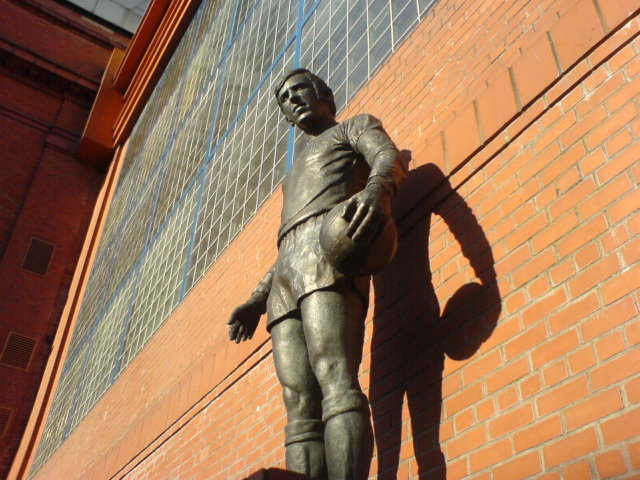
Tượng John Greig tưởng niệm những người thiệt mạng trong thảm họa Ibrox 1971.

Một số năm sau thảm họa 1971, chỉ có một tấm bảng nhỏ tại góc sân nơi xảy ra thảm họa. Tuy nhiên, đến năm 1995 thì Rangers công bố kế hoạch tưởng niệm 66 người hâm mộ thiệt mạng trong thảm họa 1971. Ngày 2 tháng 1 năm 2001, nhân kỷ niệm 30 năm thảm họa, một đài kỷ niệm lớn hơn được khánh thành tại góc của khán đài chính Bill Struth và khán đài Copland Road. Đài kỷ niệm có một tấm bảng màu lam đề tên của mỗi người thiệt mạng trong cả ba sự kiện. Một tượng của John Greig, thủ quân Rangers vào thời điểm thảm họa 1971, đứng trên đỉnh tượng đài.

## Yêu cầu bồi thường
Chánh án James Irvine Smith phán quyết rằng: "Tai nạn là do thiếu sót và sự cẩu thả của người bảo vệ là Rangers F.C.". Smith phán Rangers F.C. phạm tội trong bốn điểm trong trường hợp tử vong của Charles Dougan, một người 31 tuổi đến từ Clydebank do bị ép ngạt.
Sau khi nghe về một loạt tai nạn trên cầu thang số 13, bao gồm sự kiện tháng 9 năm 1961 khi có 70 người bị thương và hai người thiệt mạng, sự kiện tháng 9 năm 1967 khi 11 người được đưa vào bệnh viện, và sự kiện tháng 1 năm 1969 khi 29 người bị thương, Chánh án Irvine Smith nói rằng: "Theo bằng chứng liên quan, Ban quản trị chưa từng nhận thức được nhiều rằng cần phải chuyên tâm vào vấn đề an toàn của cầu thang cụ thể này".
Trong vụ kiện của Charles Dougan và hơn 60 vụ kiện khác do các thân nhân người thiệt mạng đệ đơn, Rangers F.C. không tranh chấp các tuyên án của Chánh án Irvine Smith và chỉ đơn thuần tranh chấp về tính toán thiệt hại, chúng được quyết định trong phán quyết phúc thẩm của Chánh án Principal.
Trong sách của mình, Irvine Smith nói rằng 30, và gần 40 năm sau quyết định của mình, ông bị một số bạn bè ủng hộ Rangers chê trách, họ cáo buộc ông "bất trung".